# 登蘇河

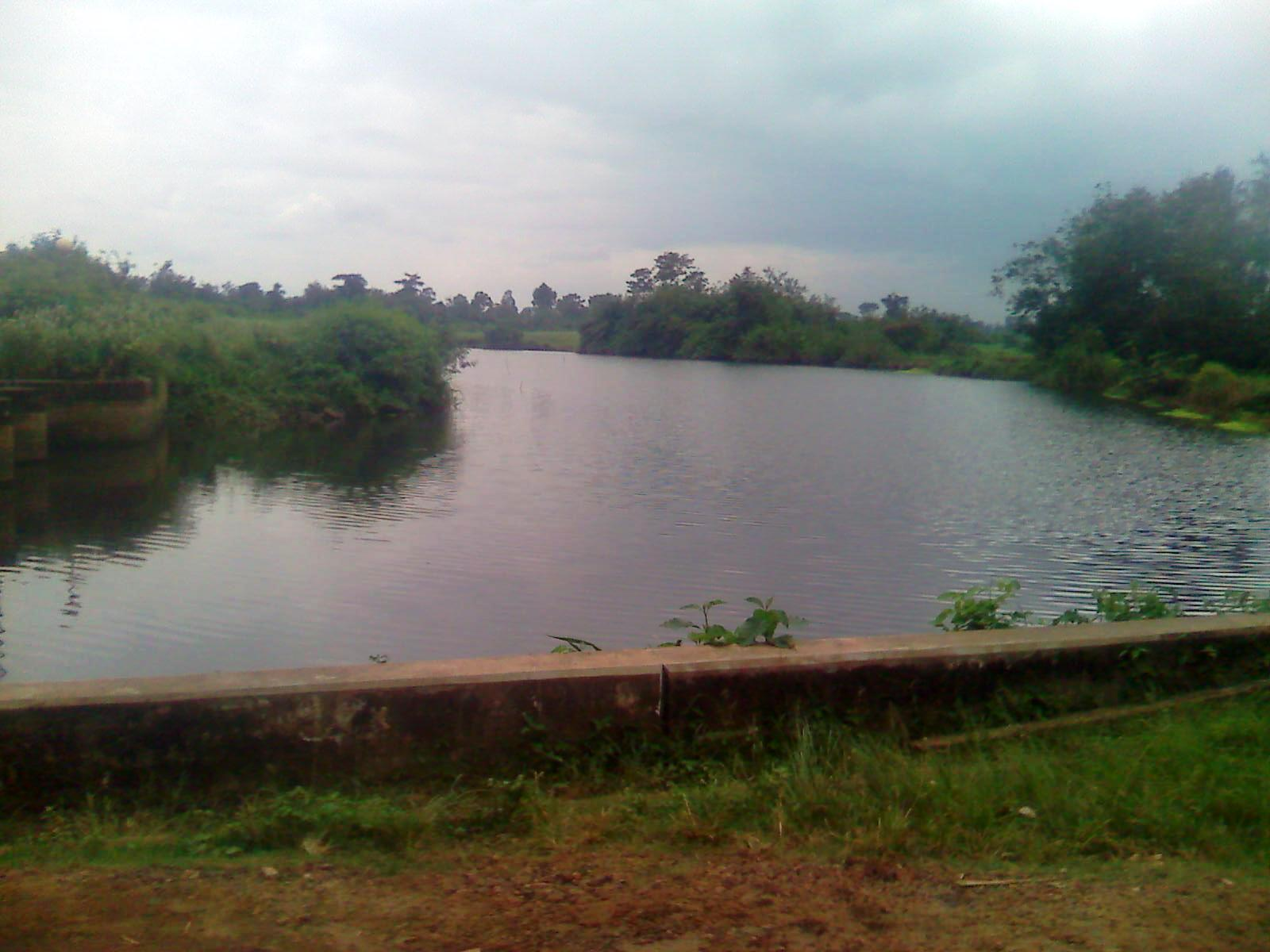

登蘇河（Densu River）是西非國家加納的河流，河道全長116公里，發源自阿特瓦山脈，最終在首都阿克拉附近注入大西洋，流域面積2,488平方公里，居民主要從事農業。
5°31′00″N 0°19′00″W / 5.5167°N 0.3167°W